# Zbulitów Mały
Zbulitów Mały – wieś w Polsce położona w województwie lubelskim, w powiecie radzyńskim, w gminie Wohyń.
| SIMC    | Nazwa         | Rodzaj      |
| ------- | ------------- | ----------- |
| 0022674 | Barania Szyja | osada leśna |

W latach 1975–1998 miejscowość administracyjnie należała do województwa bialskopodlaskiego.
Wieś jest sołectwem w gminie Wohyń. Według Narodowego Spisu Powszechnego z roku 2011 wieś liczyła 67 mieszkańców.
Integralną częścią Zbilutowa Małego jest osada leśna  Barania Szyja (0022674) w położeniu geograficznym 51°45′01″N 22°44′43″E/51,750278 22,745278. 	
Wierni Kościoła rzymskokatolickiego należą do parafii św. Anny w Wohyniu.

## Historia
W wieki XV Zbilutów (dziś Zbulitów Duży i Mały), tak zapisano wieś w roku 1448 „Zbylwthow” i następnie w 1452 „Sbiluthow” i 1456 „Sbyluthow”.

Wieś położona historycznie w ówczesnym powiecie łukowskim, parafii  Czemierniki, następnie około 1470 roku Kozirynek (Radzyń). Wieś stanowiła własność szlachecką rodu Gutów (podobnie jak Branice) zamieszkałą (prawdopodobnie w części) przez Rusinów. W roku 1448 w rzekomym dokumencie biskupa Zbigniewa Oleśnickiego ten zaświadcza, że król Kazimierz i panowie na sejmie piotrkowskim postanowili, aby Rusini zamieszkali w parafii Czemierniki we wsiach Paszki, Niewęgłosz, Branica, Zbylutów, Świerże i Wola Sucha oddawali Piotrowi plebanowi w Czemiernikach dziesięciny kolędę i świętopietrze tak jak Polacy. W roku 1546 wieś posiada granice z Wielkim Księstwem Litewskim przebiegające według zachowanego opisu: „od kopca narożnego zwanego Kierzek między wsiami Ustrzesz i Zbulitów bagnem Bielsko do lasu Szienicziech, małym borem i rzeką Branka do młyna plebana z Wohynia, gdzie schodzą się granice powiatów lubelskiego i łukowskiego oraz wsi Branice i Zbulitów”.
Słownik geograficzny Królestwa Polskiego z roku 1895 wymienia Zbulitów Wielki i Zbulitów Mały jako dwie odrębne wsie w powiecie radzyńskim gminie Lisia Wólka.